# 395 v. Chr.
Portal Geschichte | Portal Biografien | Aktuelle Ereignisse | Jahreskalender | Tagesartikel

◄ |
5. Jahrhundert v. Chr. |
4. Jahrhundert v. Chr. |
3. Jahrhundert v. Chr. |
►

◄ | 410er v. Chr. | 400er v. Chr. | 390er v. Chr. | 380er v. Chr. |
370er v. Chr. |
►

◄◄ | ◄ | 398 v. Chr. | 397 v. Chr. | 396 v. Chr. | 395 v. Chr. |
394 v. Chr. |
393 v. Chr. |
392 v. Chr. |
► |
►►

## Ereignisse

### Westliches Mittelmeer
- Publius Cornelius Cossus, Publius Cornelius Scipio, Kaeso Fabius Ambustus, Lucius Furius Medullinus, Quintus Servilius Fidenas und Marcus Valerius Lactucinus Maximus werden römische Konsulartribunen.
- Nach der Überlieferung sollen Quintus Servilius Fidenas und Marcus Valerius Lactucinus Maximus einen Krieg in Kampanien geführt haben, das sie für Rom unterworfen haben.

### Östliches Mittelmeer
- Frühjahr: Der spartanische König Agesilaos II. dringt mit seiner Armee ins persische Lydien ein. Die Hauptstadt Sardes wird erobert. Der unterlegene Satrap Tissaphernes wird von Artaxerxes II. hingerichtet.
- Angesichts der schlechten militärischen Lage im spartanisch-persischen Krieg lässt Satrap Pharnabazos einen Botschafter, Timokrates von Rhodos, in die großen griechischen Städte schicken, um dort für ein Militärbündnis gegen die Spartaner zu werben. Theben, enttäuscht von seinem ehemaligen Bündnispartner, liefert den Anlass zum Krieg: Anstatt selbst die Kampfhandlungen zu beginnen, überreden sie die verbündete Region Lokris, Steuern in einem Gebiet einzutreiben, das sowohl von Lokris als auch vom mit Sparta verbündeten Phokis beansprucht wird.
- Als Reaktion auf die erneuerten Gebietsansprüche Lokris’, beginnen die Phoker den Einmarsch in die benachbarte Region. Dies ruft schnell die beiden Schutzmächte Sparta und Theben (unterstützt durch Athen) auf den Plan.
- Schlacht von Haliartos: Zwei spartanisches Heere, eine unter Lysander, eine unter König Pausanias, nähern sich der böotischen Stadt Haliartos. Da Pausanias einige Tagesmärsche zurückliegt, beschließt Lysander einen Alleinangriff auf die Stadt. Ihm ist nicht bekannt, dass eine größere thebanische Streitmacht ihn in der Nähe der Stadt erwartet. Eingekesselt zwischen den städtischen Verteidigern und den Thebenern geht der Kampf für die Spartaner verloren und Lysander verliert sein Leben. Das kurz danach eintreffende spartanische Heer unter Pausanias, auf das Lysander hätte warten sollen, holt die Toten ab und zieht sich nach Sparta zurück, da der Stadtstaat nicht die Kraft hat, an zwei Fronten gleichzeitig zu kämpfen. Zu Hause hat aber die gegnerische Partei während seiner Abwesenheit und durch den Schock des Todes Lysandros' die Oberhand gewonnen und Pausanias wird gerichtlich vorgeworfen, sein Eintreffen bei Haliartos absichtlich verzögert und den Tod des Lysandros nicht gerächt zu haben. Pausanias geht nach Tegea in die Verbannung, ohne den Ausgang seines Prozesses abzuwarten. Er wird in Sparta zum Tode verurteilt und sucht deshalb im Heiligtum der Athena Alea Zuflucht. An seiner Stelle wird sein Sohn Agesipolis I. König. Da er und sein jüngerer Bruder Kleombrotos noch Kinder sind, übernimmt Aristodemos, ihr nächster Verwandter, die Vormundschaft.
- Die alliierten Städte Theben und Athen gewinnen die Unterstützung von Argos und Korinth. In Korinth wird ein Kriegsrat eingerichtet. Der Konflikt zwischen den verbündeten Städten und Sparta wird anschließend als Korinthischer Krieg bekannt. Der spartanische König Agesilaos II. muss deswegen mit seinen Truppen aus Kleinasien zurückkehren.

## Gestorben
- Lysander, spartanischer Staatsmann und Feldherr